# 總參謀部偵察部隊
總參謀部偵察部隊（希伯來語羅馬化：Sayeret Matkal，直譯為“總參謀部巡邏部隊”）是以色列國防軍的一支特種部隊，直屬以色列軍事情報局。在中國大陸出版的媒體一般習慣以“野小子”來稱呼該部隊，但這實際上跟原來的名稱沒有任何關係。據指，“野小子”是來自日本的一本有關特種部隊的書籍對該部隊的誤稱所翻譯得來的。
該部隊的主要任務是在敵後進行情報收集及特種偵察，他們也會執行反恐、人質救援和在國外的間諜任務。總參謀部偵察部隊是師法英國陸軍特種空勤團所成立，並繼承了該部隊的口號—"敢做就鸁"。它還被認為是以色列版本的三角洲部隊，並是該國最精銳的特種部隊之一，自成立以來參與了幾乎每一場重大的反恐作戰。其中比較著名的一次行動是1976年的恩德培行動，當時該部隊與摩薩德合作秘密地潛入烏干達恩德培國際機場，解救了102名被劫持的人質。
現任以色列總理班傑明·納坦尼雅胡和他的兩名兄弟都曾是總參謀部偵察部隊的隊員。

## 歷史
在1954年，以色列的第一支特種作戰單位—101部隊因凱比亞屠殺事件的發生並遭到強烈抗議而被迫解散。這導致以色列國防軍失去了一支專用的特種部隊單位，而以色列海軍的第13突擊隊也無法完全取代101部隊的地位。在1957年，一名叫Avraham Arnan的前葉史瓦學生及帕拉瑪赫戰士上書到以色列國防軍總參謀部希望他們成立一支能夠派往敵占區收集機密情報的部隊。Arnan的理念是要從以色列的青年當中招幕最優秀和最聰明的人選，以建立一個精英求精的單位。一旦選出那些具潛質的戰士，就會要求進行體能上和智力上的測試，以找出最優秀的士兵。總參謀部偵察部隊原先為以色列軍事情報局所屬的157部隊的一部份，然而在成立後一年便分割成另一支以英國陸軍特種空勤團為藍本，並隷屬總參謀部的特種部隊。該部隊是由貝都因人所訓練，目的是為了讓隊員能夠更深入地了解阿拉伯人的思考方式和特點，並在必要時加以利用 。總參謀部偵察部隊也負責測試新武器和戰術以給以色列國防軍的其他單位作參考。
由於在執行任務前需要大量的訓練、規劃和準備，總參謀部偵察部隊並沒有參與六日戰爭，直到埃以消耗戰爭時才有機會大顯身手。在1967年後，由巴勒斯坦解放組織策動的恐怖活動逐漸盛行，總參謀部偵察部隊便開發了世界上首種人質救援和反恐戰術以作回應。以同位素行動作為起點，該單位進行了數次高調的作戰，由於部隊在當時仍然處於機密狀態，故外界稱之“精英傘兵部隊”。而在1972年慕尼黑慘案發生前，以色列當局更曾向西德政府提議把總參謀部偵察部隊的隊員送到當地執行任務，但遭到拒絕。在慘劇發生後，以色列為了向殺害運動員的恐怖份子報復而發起了天譴行動，並於1973年的青春之泉行動當中由總參謀部偵察部隊在黎巴嫩擊斃了三名巴勒斯坦解放組織高層成員。
1973年的贖罪日戰爭為總參謀部偵察部隊帶來了顯著的改變，當時以色列正在兩條戰線中作戰，而總參謀部則忙於處理戰事，總參謀部偵察部隊發現自己沒有任務可執行。這令部隊的士兵分裂成兩個陣營，分別為：認為部隊應該保持備戰狀態而不是被隨意派往戰場作戰，否則會造成重大傷亡；以及認為部隊仍應該執行任務，即使規劃任務的時間較短和任務性質不符合部隊風格。這場爭論以後者取勝為終結，總參謀部偵察部隊奉派至兩條戰線中作戰。在戰爭結束後，總參謀部偵察部隊開始提前制定計劃，以便戰爭一旦爆發時部隊能夠立刻作出應對，而不需再等待總參謀部的命令和任務。此外，一個旨在跟以色列空軍合作的總參謀部偵察部隊後備軍亦得以成立，它在不久便改編成翠鳥部隊。
在1974年總參謀部偵察部隊因在一次營救行動中失敗而導致了馬阿洛特屠殺事件，這次的挫敗亦導致以色列國境警察特勤隊的成立，以專責應付以色列本土的反恐和人質營救行動。而總參謀部偵察部隊則專注於應付在國外的同類行動。在兩年後該部隊與摩薩德合作發起了著名的恩德培行動，在行動中秘密地潛入烏干達恩德培國際機場，解救了105名中102名被劫持的人質，其餘四人則被殺害，部隊指揮官約納坦·內塔尼亞胡中校（為現任以色列總理班傑明·納坦雅胡的哥哥）也在是次行動中陣亡，然而也為該部隊贏得了國際聲譽。
儘管作為一支秘密部隊，總參謀部偵察部隊卻為以色列國防軍帶來了巨大的影響。它是以色列版直升機滲透戰術的開發者。此外，由於他們頻密的使用烏茲衝鋒槍而成功地說服以色列軍事工業生產一種具摺疊式槍托的烏茲以在保留緊湊槍身的同時增加精度。

## 招募和訓練
總參謀部偵察部隊在成立初年處於機密狀態，其戰士和指揮官均是經過推舉並挑選出來的。自1970年代開始，雖然部隊仍十分隱秘，但已開放给志願人士報名。其選拔每兩年舉行一次，並因新兵要在選拔營地裡度過持續數天不能入睡的日子而給人留下嚴厲的印象。期間新兵身邊都會有醫生和心理學家陪伴著。那些在選拔中取得及格標準的新兵就會取錄。在1990年代，這種選拔模式也獲其他以色列特種部隊採用。
一旦取錄後，新兵便需要接受18-19個月的培訓，並著重於輕武器的使用、武術、導航、偽裝、偵察等各方面在敵後生存時必備的技能。
訓練的歷程如下：
- 在傘兵旅訓練基地進行為期四個月的基礎步兵訓練[9]
- 在部隊中進行為期兩個月的進階步兵訓練。[9]
- 在以色列國防軍傘兵學校參與為期三周的跳傘課程[9]
- 在以色列國防軍反恐戰術學校參與為期五周的反恐課程，並進行更多進階反恐訓練。[9]
- 其餘是長距離偵察巡邏訓練，尤其是導航和定向。基於安全理由，該訓練是以兩人為一組進行的。[9]

而在整個訓練期間，學員每天都會進行體能上和心理上的鍛煉、練習槍法、學習武器知識、及進行在導航、武術、戰術和技能上的訓練。
在畢業前的最後一個月，學員必須分別以兩人為一組及獨自一人通過長距離導航測驗。而在課程的最後四天，學員需要跨越長達120公里的惡劣地形抵達馬薩達，以完成「貝雷帽行軍」。在完成行軍後學員將會受到總參謀部偵察部隊的老兵和以色列國防軍參謀長的熱烈歡迎，並獲得一頂紅色貝雷帽。
儘管總參謀部偵察部隊有自己的徽章，卻因該部隊的機密性質而令其隊員不可在公眾場所中佩帶它。然而諷刺的是這一点令他們更容易暴露身份，因為在以軍當中只有少數單位不佩帶徽章。

## 已知裝備

### 個人武器

#### 突擊步槍
- M4A1
- CAR-15
  - 多種型號。
- AK系列
  - 大量從敵軍手上繳獲。
- IMI 加利爾ARM（已退役）
- IMI CTAR-21
- IWI塔沃爾X95

#### 衝鋒槍
- IMI烏茲（已退役）
- IMI微型烏茲

#### 狙擊步槍
- IWI DAN 338

#### 輕機槍
- IMI內蓋夫

#### 手槍
- 格洛克17
- 格洛克19

#### 霰彈槍
- 雷明登870
  - 主要用作破門。

#### 榴彈發射器
- M203

### 個人裝備
- 作戰服
  - 以色列國防軍棕色軍服
  - 軍綠色作戰服
- 戰鬥頭盔
  -  Ops-Core FAST Ballistic／XP High Cut
- 抗噪耳機
  -  3M Peltor Comtac XPI
  -  MSA Sordin
- 攜板背心
- 夜視儀
  -  AN/PVS-15
- 各種手榴彈
- 無線電

## 另見
- 第13突擊隊